# Soglio (trono)

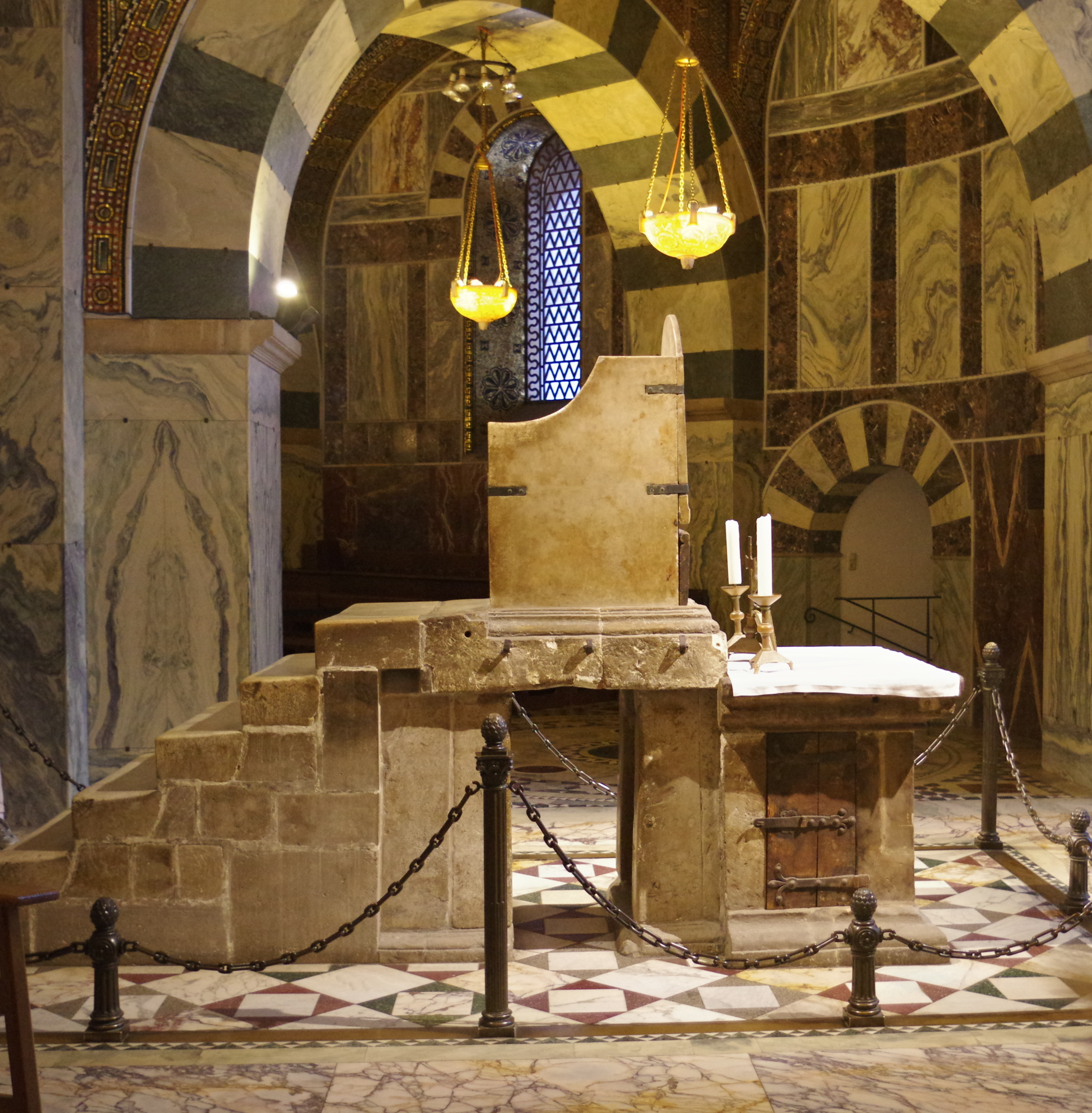
Soglio imperiale di Carlo Magno nella cattedrale di Aquisgrana.

Il soglio è un particolare tipo di trono cerimoniale in uso presso i tardi imperatori romani e i papi.
Il termine deriva dal latino solium col significato di "luogo in cui ci si siede", cioè "seggio".

## Uso del termine
Originariamente il termine si riferiva ad una semplice sedia rettangolare, dotata di un'alta spalliera e di braccioli dai fianchi pieni, utilizzata tipicamente dai sovrani per la sua forma, a protezione di eventuali attacchi a tradimento alle spalle o ai lati.
Attualmente è utilizzato con particolare riferimento al trono pontificio e, per estensione, all'ufficio stesso del papa.